# Reijo Ståhlberg
Reijo Ståhlberg (ur. 21 września 1952 w Tammisaari) – fiński lekkoatleta, który specjalizował się w pchnięciu kulą.
W 1974 r. uplasował się na jedenastej pozycji podczas mistrzostw Starego Kontynentu. Dwa lata później był dwunasty na igrzyskach olimpijskich, a w 1977 r. zajął czwarte miejsce w halowych mistrzostwach Europy. W sezonie 1978 wywalczył pierwsze w karierze halowe mistrzostwo Europy oraz był czwarty w europejskim czempionacie na stadionie w Pradze. Rok później ponownie zdobył złoto halowych mistrzostw oraz uplasował się na drugim miejscu uniwersjady. Tuż za podium, na czwartej pozycji, zakończył udział w igrzyskach olimpijskich w Moskwie (1980). Trzecie halowe mistrzostwo Europy zdobył w 1981 roku. Medalista mistrzostw kraju, czterokrotny rekordzista Finlandii na stadionie i wielokrotny halowy rekordzista kraju oraz uczestnik pucharu Europy.
Rekordy życiowe: stadion – 21,69 m (5 maja 1979, Fresno); hala – 20,54 m (11 lutego 1979, Otaniemi). Wynik kulomiota z Fresno jest nadal aktualnym rekordem Finlandii.

## Osiągnięcia
| Rok  | Impreza                   | Miejsce       | Pozycja     | Wynik |
| ---- | ------------------------- | ------------- | ----------- | ----- |
| 1973 | Półfinał pucharu Europy   | Celje         | 2. miejsce  | 20,14 |
| 1973 | Finał pucharu Europy      | Edynburg      | 2. miejsce  | 20,27 |
| 1974 | Mistrzostwa Europy        | Rzym          | 11. miejsce | 19,25 |
| 1975 | Uniwersjada               | Rzym          | 4. miejsce  | 18,32 |
| 1976 | Igrzyska olimpijskie      | Montreal      | 12. miejsce | 18,99 |
| 1977 | Halowe mistrzostwa Europy | San Sebastián | 4. miejsce  | 19,83 |
| 1977 | Finał A pucharu Europy    | Helsinki      | 2. miejsce  | 20,90 |
| 1977 | Puchar świata             | Düsseldorf    | 2. miejsce  | 20,46 |
| 1978 | Halowe mistrzostwa Europy | Mediolan      | 1. miejsce  | 20,48 |
| 1978 | Mistrzostwa Europy        | Praga         | 4. miejsce  | 20,17 |
| 1979 | Halowe mistrzostwa Europy | Wiedeń        | 1. miejsce  | 20,47 |
| 1979 | Półfinał pucharu Europy   | Genewa        | 2. miejsce  | 20,68 |
| 1979 | Finał B pucharu Europy    | Karlovac      | 1. miejsce  | 19,85 |
| 1979 | Uniwersjada               | Meksyk        | 2. miejsce  | 19,96 |
| 1980 | Igrzyska olimpijskie      | Moskwa        | 4. miejsce  | 20,82 |
| 1981 | Halowe mistrzostwa Europy | Grenoble      | 1. miejsce  | 19,88 |
| 1981 | Półfinał pucharu Europy   | Helsinki      | 4. miejsce  | 19,22 |
| 1982 | Mistrzostwa Europy        | Ateny         | 9. miejsce  | 19,49 |